# 阿其克乡 (洛浦县)
阿其克乡（維吾爾語： ئاچچىق  ‎，拉丁维文：Achchiq,  ，“苦”之意），是中华人民共和国新疆维吾尔自治区和田地區洛浦县下辖的一个乡镇级行政单位。

## 行政区划
阿其克乡下辖以下地区：
央塔克勒村、吾鲁格勒村、比来勒克村和喀勒台拜勒村。